# Simón el leproso
Simón el Leproso es una figura bíblica que hospedó a Jesús de Nazaret en Betania, donde una mujer le ungió. Simón el leproso es a menudo identificado con Simón el Fariseo, quien es mencionado también como el huésped de una comida durante la cual Jesús fue ungido por una pecadora anónima.
Por esas similitudes entre eventos y personajes, han sido tradicionalmente relacionados, pero algunos estudiosos tiene puntos de vista opuestos entre las diferencias de ambos eventos. También ocurren otras similitudes entre los otros invitados a la cena.
En otros casos, Simón el leproso es identificado como la misma persona que Lázaro de Betania, con su hermano o con su padre, tal como lo señala el abate Claude-Joseph Drioux, donde después, Lázaro, Caifás y Anás intentaron matarle.